# Worthington (Greater Manchester)
Worthington is een civil parish in het bestuurlijke gebied Metropolitan Borough of Wigan, in het Engelse graafschap Greater Manchester met 149 inwoners.